# 原智徳
原 智徳（はら とものり、1977年5月23日 - ）は、日本の高校野球指導者。近畿大学附属福山高等学校、日生学園第三高等学校（現・自由ヶ丘高等学校）、三田松聖高等学校、兵庫県立氷上高等学校で指導歴がある。

## 経歴
兵庫県姫路市に生まれる。姫路市立姫路高等学校を経て佐賀大学を卒業した。2000年に近畿大学教職員となり、近畿大学附属福山高等学校で2000年から2005年まで野球部を指導した。この期間、モントリオール・エクスポズ（現・ワシントン・ナショナルズ）傘下のマイナーリーグで野球留学とコーチング留学を経験した。マイナーリーグでのプレー経験も持つ。
2005年4月、日生学園第三高等学（現・自由ヶ丘高等学校）硬式野球部の監督に就任。「今から日生学園は変わります」をスローガンに、「夢必達宣言指導」を開始。部員22人が「夢必達官用紙」に目標を設定し、同年夏の第87回全国高校野球選手権兵庫大会では3回戦で敗退した。敗退後、原と山下照雄コーチは「甲子園への道」を確かめるため、8月4日から3日間かけて同校から甲子園球場まで88キロを歩いた。この取り組みは2005年8月6日付の朝日新聞地方版に「いつか甲子園へ、夢必達へ目標宣言」との見出しで掲載された。この経験を経て、チームは同年秋季西姫路地区大会で準優勝、県大会に進出した。2009年1月に、3年生投手の山林芳則がアトランタ・ブレーブスとマイナー契約を結んだ。
2009年から2013年まで三田松聖高等学校の監督を務め、2015年時点で副部長に就任した。2013年夏の第95回全国高等学校野球選手権兵庫大会5回戦で、甲斐野央を擁する東洋大学附属姫路高等学校と対戦し、1-0で勝利した。2013年秋の近畿大会8強、2014年夏に兵庫県大会準優勝、2015年秋に県大会準優勝を達成した。2013年には、雑誌『ベースボールクリニック』2013年5月17日号の特集「1年生投手の育て方」にて、「The Coaching Style わがチームの練習風景」コーナーで三田松聖高コーチとして寄稿した。
2016年に指導現場を離れ、2018年から2021年にかけて「最新スローイング講座」を全国で75回開催した。現場を離れた理由について、2021年の新聞記事では「甲子園に出場するには何かが足りない」と考えて、「野球を外から勉強する」目的だったと記されている。兵庫加古川ヤング、門真ビックドリームス、社会人野球県警桃太郎、大阪学院高校に巡回コーチとして指導をした記録が残っている。
2017年に「ちとく魂」を設立し、最新スローイング理論を開発。2019年に投手塾 赤ちゃん魂が理論を継承。2020年に三田松聖での1年生投手育成経験を「強豪私学での1年生投手の育て方」として公開。
2021年4月、兵庫県立氷上高等学校野球部監督として現場指導に復帰した。就任直前には部員が3人しかおらず、廃部や他校との合同チームとなる可能性もあったが、地元の協力も得て部員を集め、存続にこぎ着けた。2年目からは、節目となる催しの前に、近隣の猪ノ口山（標高356メートル、黒井城跡）にチームで登る取り組みを取り入れた。2024年春季の兵庫県高等学校野球大会但丹地区大会で優勝し、県大会地区代表として出場権を獲得した。「高等な技」を発揮したとして、一般財団法人兵庫県高等学校野球連盟から2025年3月31日に表彰された。2025年春季県大会には57年ぶりの出場を果たした。

## 指導理論
原の「最新スローイング」は、チーターの柔軟性や武術の「抜重」に着想を得て、インナーマッスル（胸郭、胸椎、大臀部）を活用する投球フォームである。
- コシティトレーニング - 体幹と下半身の連動を強化。
- T字スローイング - 肩の回転軸を安定化。
- 巻き付きシャドーピッチング - 40–60cmの樹脂製ツールで腕振りを加速。
- 抜重と左足のポン - タイミング攪乱と脱力。
- ジャベリックスロー - 力をボールに伝える感覚を養成。
- 基節骨スロー - バランスボールやストレッチポールを使用。

原は「信念と努力で環境を変える」を哲学とし、「野球ノート」や「自学」を重視。健康安全を優先し、個別対応でモチベーションを向上させ、潜在能力を見抜いてポジション転換やフォーム改善を行う。

## 指導した選手
括弧内は原の指導を受けた時の所属。
- 高校野球部員として指導を受けた選手
  - 山林芳則（日生学園第三高等学校）
- それ以外
  - 玉村昇悟 [1]（福井県立丹生高等学校まで[要出典]）
  - 中森俊介[1]（中学校時代[要出典]）
  - 森翔平（鳥取県立鳥取商業高等学校[要出典]）
  - 山崎琢磨（門真ビックドリームス[要出典]）